# Новый Тартас
Новый Тартас — село в Венгеровском районе Новосибирской области России. Административный центр Новотартасского сельсовета.

## География
Площадь села — 87 гектаров.

## История
Основано в 1770 году как колония ссыльных в Тарском уезде Сибирской губернии.

## Население
| 2002 | 2007  | 2010  |
| ---- | ----- | ----- |
| 1189 | ↗1202 | ↘1158 |

## Известные уроженцы
- Гаврилов, Василий Иванович (1884—1919) — русский революционер, большевик.

## Инфраструктура
В селе по данным на 2016 год, функционирует 2 образовательных учреждения.